# José Roberto López Londoño
José Roberto López Londoño (ur. 29 czerwca 1937 w Yalí, zm. 21 września 2018 w Medellín) – kolumbijski duchowny katolicki, biskup Jericó w latach 2003–2013.

## Życiorys
Święcenia kapłańskie przyjął 26 sierpnia 1962 i został inkardynowany do archidiecezji Medellín. Pracował przede wszystkim w archidiecezjalnym seminarium (był m.in. rektorem niższego seminarium). W latach 1976–1980 był dyrektorem domu formacyjnego w Medellín.
24 maja 1982 papież Jan Paweł II mianował go biskupem pomocniczym Medellín oraz biskupem tytularnym Urbs Salvia. Sakry biskupiej udzielił mu 3 lipca tegoż roku abp Alfonso López Trujillo.
9 maja 1987 został mianowany biskupem Armenii. Ingres odbył się 6 czerwca 1987.
7 czerwca 2003 ogłoszono jego nominację na biskupa Jericó. Urząd ten pełnił do przejścia na emeryturę 13 czerwca 2013.